# Mathilda Nostitzová
Mathilda Nostitzová, provdaná Quagliotti, původním jménem Mathilda Marie z Nostic-Rienecku (12. června 1936 zámek Planá — 20. července 2021) byla česká šlechtična z rodu Nosticů, zakladatelka a patronka Nadačního fondu Mathilda, jehož smyslem je zlepšení kvality života lidí se zrakovým postižením. Mathilda Nostitzová se pomoci těmto lidem věnovala více než 25 let a za tuto svou činnost obdržela i několik prestižních ocenění. Byla blízkou přítelkyní Medy Mládkové.

## Život
Její celé jméno bylo Mathilda Maria Anna Collette Carolina Margareta Maxmiliana hraběnka z Nostic-Rienecku. Narodila se na zámku v Plané jako nejstarší z pěti dětí hraběte Karla Marii z Nostic a hraběnky Marie Sophie von Brühl, německé koncertní klavíristky. V roce 1948, ve věku 12 let byla nucena spolu s rodiči odejít z Československa do exilu.
V zahraničí vystudovala hotelovou školu a poté pracovala ve společnosti Lufthansa, v hotelu a také jako novinářka, když psala pro týdeník Der Spiegel a také byla módní redaktorkou v časopise Constance.
Ve 34 letech se provdala za italského diplomata Maria Quagliottiho. Manželé žili v řadě evropských měst (Moskva, Vídeň, Londýn, Oslo), ale např. i v Japonsku nebo Ománu. V letech 2006–2015 byl její manžel velvyslancem Maltézského řádu v Praze.
V roce 1992 se vrátila do Československa a v restituci neúspěšně žádala o navrácení zchátralého zámku v Plané. Noví vlastníci zámek neopravili, naopak ho nechali zcela zchátrat. V listopadu 2017 zámek zachvátil požár, který zničil střechu.
V Česku se začala věnovat pomoci nevidomým a zavedení efektivního modelu výcviku vodicích psů ve výcvikovém středisku v pražských Jinonicích. Později se však stala spoluzakladatelkou a patronkou nadačního fondu Mathilda, který dodnes nese její jméno i odkaz. Od roku 2022 předává také Cenu Mathildy Nostitzové lidem, kteří se celý život zabývají pomocí nevidomým.
Zemřela 20. července 2021 ve věku 85 let. Pohřbena byla v rodinné hrobce u kostela sv. Anny v Plané na Tachovsku.

## Ocenění
- Cena Via Bona – za dlouholetou podporu sdružení Sjednocené organizace nevidomých a slabozrakých (2007)
- Gratias Agit – za činnost ve prospěch nevidomých (2008)
- Stříbrná pamětní medaile předsedy Senátu za celoživotní přínos a podporu zrakově postižených (2013)
- Významná česká žena ve světě (2009)[10]